# Izet Sarajlić
Izet Sarajlić (Doboj, 16 marzo 1930 – Sarajevo, 2 maggio 2002) è stato uno storico, filosofo e poeta bosniaco.

## Biografia
Soprannominato Kiko e nato a Doboj (Bosnia settentrionale) da famiglia musulmana, si trasferisce nel 1945 a Sarajevo, dove consegue la laurea in lettere alla facoltà di filosofia della locale università. Fondatore nel 1954 del "Gruppo 54", movimento d'innovazione poetica, ed uno fra gli organizzatori delle "Giornate poetiche di Sarajevo" nel decennio successivo; è stato un rinomato e pluripremiato scrittore jugoslavo, conosciuto anche nei paesi dell'allora Patto di Varsavia e spesso invitato come personalità culturale nella stessa Mosca. 
Durante la guerra in Bosnia (successiva allo scioglimento della Jugoslavia) e l'assedio di Sarajevo perse le due sorelle (Nina e Raza), e fu una delle pochissime personalità a voler rimanere nella città a cui era molto legato, che apprezzava principalmente per il carattere laico e multietnico. Subito dopo la fine degli eventi bellici perderà la moglie (cattolica figlia di ortodosso).  
Nel 1997 fu spinto verso Salerno per via dei legami di amicizia avuti con Alfonso Gatto, e successivamente intrecciò una collaborazione con la "Casa della Poesia" di Baronissi, della quale fu nominato presidente onorario. L'ultimo premio (il "Moravia") lo riceverà in Italia nel 2001 per la raccolta "Qualcuno ha suonato". 
Il 2 maggio del 2002 a Sarajevo, successivamente ad un'intervista concessa ad un'emittente televisiva polacca, fu trovato morto dalla figlia per infarto. È sepolto nel cimitero della capitale bosniaca. Dal 2002 la Casa della poesia organizza a suo nome un festival internazionali di poesia nella capitale bosniaca.

## Opere
- "U susretu", poesie, Polet, Sarajevo, 1949.
- "Sivi vikend", poesie, Narodna prosvjeta, Sarajevo, 1955.
- "Minutu ćutanja", poesie; Svjetlost, Sarajevo, 1960.
- "Posveta", poesie, Prosveta, Belgrado, 1961.
- "Tranzit" ("Transito"), poesie, Veselin Masleša, Sarajevo, 1963.
- "Intermeco" ("Intermezzo"), poesie, Bagdala, Kruševac, 1965.
- "Godine, godine", poesie, Nolit, Belgrado, 1965.
- "Portreti drugova", prosa, Svjetlost, Sarajevo, 1965.
- "Putujem i govorim", poesie e prosa, Svjetlost, Sarajevo, 1967.
- "Ipak elegija", poesie, Prosveta, Beograd, 1967.
- "Vilsonovo šetalište", poesie, Svjetlost, Sarajevo, 1969.
- "Stihovi za laku noć", poesie, Prosveta, Belgrado, 1971.
- "Pisma" ("Lettera") poesie, Svjetlost, Sarajevo, 1974.
- "Koga će sutra voziti taksisti", prosa memoriale, prvo izdanje Veselin Masleša, Sarajevo, 1974. drugo izdanje Delta-pres, Belgrado 1980. treće izdanje Feral Tribune, Spalato, 1998.
- "Nastavak razgovora", poesie, Slovo ljubve, Belgrado, 1977.
- "Trinaest knjižica poezije", poesie, Jedinstvo, Priština, 1978.
- "Knjiga prijatelja", poesie, Svjetlost, Sarajevo, 1981.
- "Neko je zvonio", poesie, Gradska biblioteka Čačak, Čačak, 1982.
- "Nekrolog slavuju", poesie, Prosveta, Belgrado, 1987.
- "Slavim", poesie e prosa, Udruženje književnika Crne Gore, Podgorica[3], 1988.
- "Oproštaj sa evropskim humanističkim idealizmom", poesie, Univerzitetska riječ, Nikšić, 1989.
- "Sarajevska ratna zbirka", prvo izdanje Nedjelja, Sarajevo, 1992. peto izdanje Oko Sarajevo, 1995.
- "Knjiga oproštaja", Rabic, Sarajevo, 1996, drugo izdanje 1997.
- "30. februar" ("30 febbraio"), poesie, Rabic, 1998.
- "V.P.", prosa, Rabic, 1999.
- "Filozofijska i sociologijska bibliografija SRH od 1945-1962", Institut društvenih nauka, Belgrado, 1966.
- "Franciskus Patricijus", Institut društvenih nauka, Belgrado, 1968.
- "Patricijeva kritika Aristotelesa", Hijatus, Zenica, 1996.
- "Patricijeva filozofija bitka", Institut za fiozofiju, Zagabria, 1970.
- "Biće beskonačnog", Svjetlost, Sarajevo, 1973.
- "Hrestomatija etičkih tekstova patristike-skolastike renesanse", Svjetlost, Sarajevo, 1978.
- "Pohvala filodoksiji", Veselin Masleša, Sarajevo, 1978.
- "Osnovi marksizma sa teorijom i praksom socijalističkog samoupravljanja", koautor, Svjetlost, Sarajevo, 1980.
- "Logos u Herakleitosa", Dialogos, Sarajevo, 1997.